# Рощина, Евгения Сергеевна
Евгения Сергеевна Рощина (р.20 декабря 1979) — российская гимнастка, мастер спорта международного класса, призёрка чемпионата мира.
Родилась в 1979 году в Москве. В 1994 году стала серебряным призёром чемпионата России в вольных упражнениях, а на чемпионате мира того же года завоевала бронзовую медаль в командном первенстве.